# کاستلار
کاستلار (به اسپانیایی: Castelar) شهری در کشور آرژانتین، استان بوئنوس آیرس است که در سال ۲۰۰۹ میلادی، حدود ۱۰۴٬۰۱۹ نفر جمعیت داشته است.